# Endress+Hauser
Endress+Hauser (Endress and Hauser) — компания по производству измерительной техники и автоматики для технологических процессов и лабораторий. Базируется в Швейцарии, ведёт деятельность по всему миру. В 2018 году чистый объём продаж семейной компании составил 2,455 млрд евро, дав чистый доход в 232,2 млн евро при 13 928 сотрудниках по всему миру.

## Структура компании
Группа состоит из 134 компаний в 48 странах. Материнской компанией группы является Endress+Hauser AG в Райнахе (Швейцария): акционерное общество в соответствии со швейцарским правом, чьи акции не имеют листинга на фондовой бирже. Держателями акций являются семьи восьми детей основателя компании Георга Эндресса (нем.), по 12 % у каждой. Оставшиеся 4 % переданы в некоммерческий фонд Georg H Endress Foundation.
Endress+Hauser занимается продажами и обеспечивает поддержку в 125 странах и имеет производство в основных экономических регионах. Производственные площадки компании расположены в Бразилии, Германии, США, Китае, Франции, Индии, Чехии, Италии, Японии, Сингапуре, Великобритании, Швейцарии и ЮАР.

## Продукция, услуги, заказчики

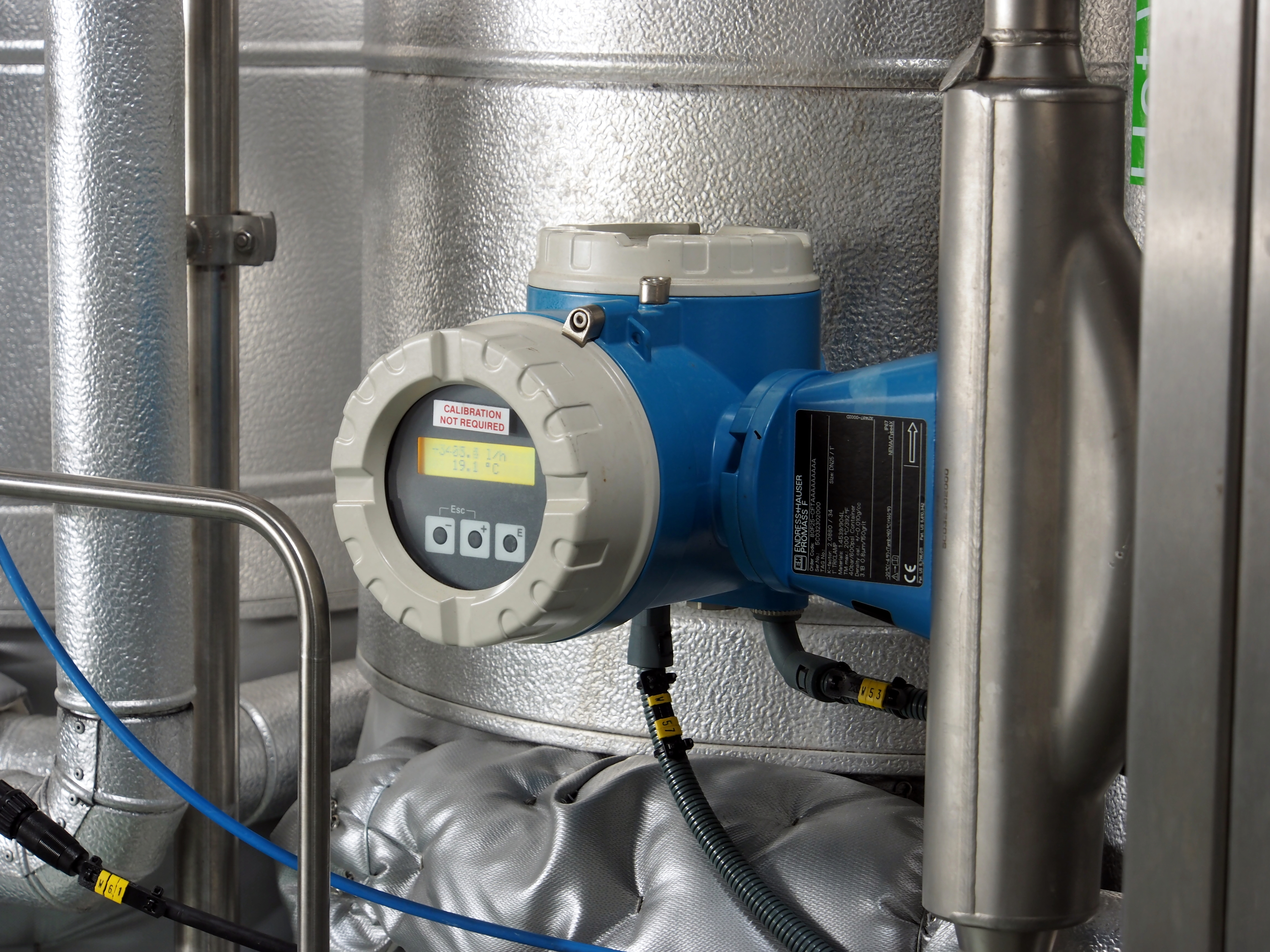
Кориолисов расходомер Endress+Hauser

Endress+Hauser производит электронную технику для автоматизации производства, включая средства измерения уровня, расхода, давления и температуры; технику для анализа жидкостей, газов и твёрдых тел; решения по получению данных от средств измерения и системной интеграции. Под брендом Analytik Jena группа продаёт аналитическую технику и биоаналитические системы для лабораторий.
Коммерческие заказчики в основном работают в областях пищевого производства и напитков, химии, нефти и газа, водоснабжения и водоотведения, энергетики и металлургии. По лабораторному оборудованию заказчиками являются медицинские и научные организации.

## История
Компания под названием «L Hauser KG» основана 1 февраля 1953 года швейцарским инженером Георгом Эндрессом и немецким банкиром Людвигом Хаузером. Стартовый капитал составлял 2000 немецких марок. Первая открытая фабрика размещалась в комнате в апартаментах Хаузера в Лёррахе (Германия). Под наименованием «Endress+Hauser» деятельность ведётся с 1957 года.
Сначала компания занималась продажей уровнемеров британской компании Fielden Electronics. Вскоре Эндресс начал разрабатывать собственные устройства. В 1955 году он зарегистрировал свой первый патент и открыл собственное производство.

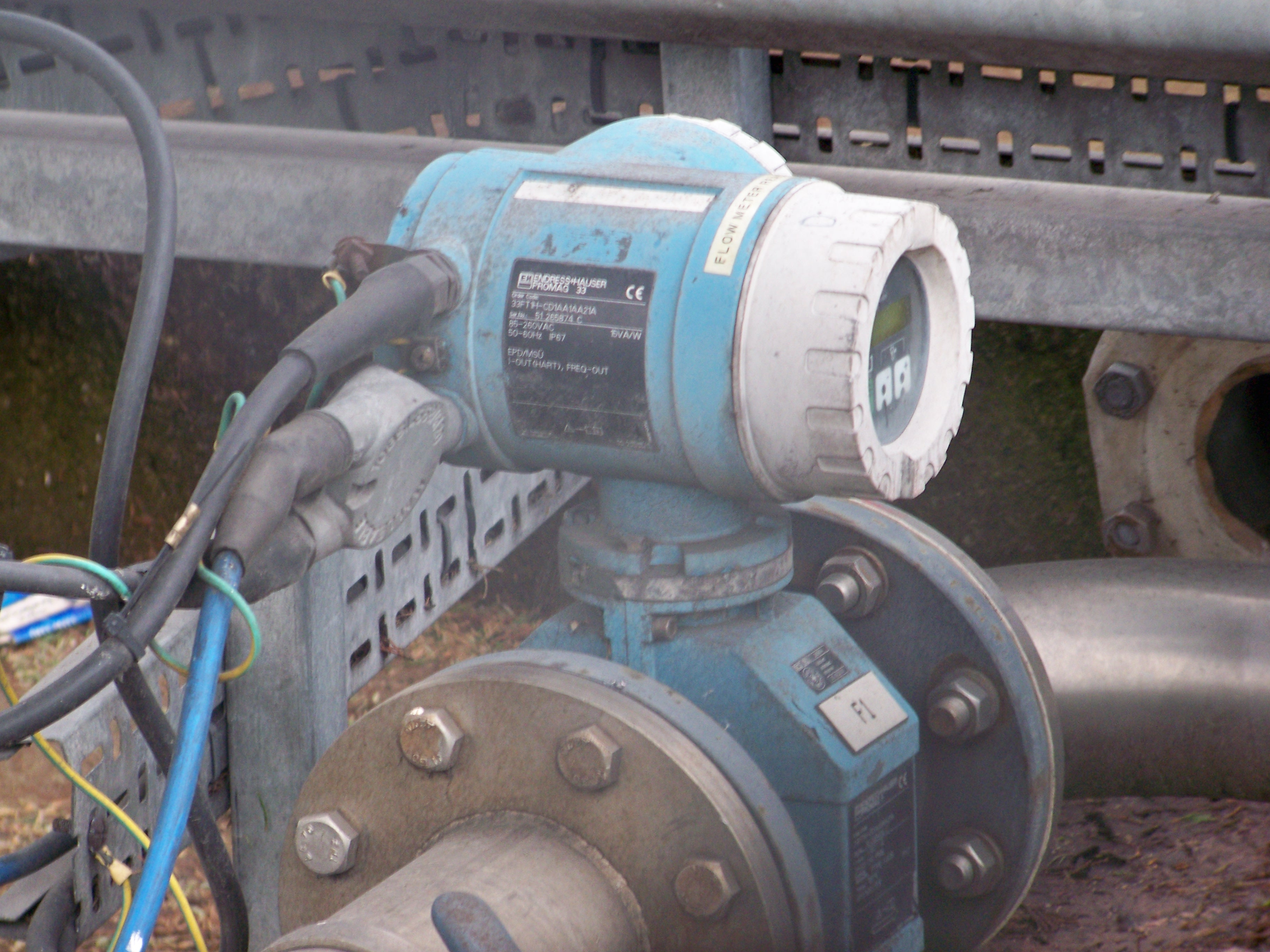
Электромагнитный расходомер Endress+Hauser на предприятии Tetley's Brewery в Лидсе, Уэст-Йоркшир, Англия

Компания расширяла ассортимент добавляя новые принципы измерения и используя возможности бизнеса в других странах. Первый заграничный филиал открыт в 1960 году в Нидерландах. В 1968 году в Швейцарии была зарегистрирована холдинговая компания. В 1970 году Endress+Hauser вышел на рынки США и Японии.
В 1975 году умер сооснователь компании Людвиг Хаузер; семья Эндресс стала единственным акционером компании. В последующие годы компания расширяла предложение путём поглощений и запуска новых направлений бизнеса. Были добавлены такие новые области деятельности, как регистрация измеренных значений, анализ жидкостей и инжиниринг измерения расхода, позже дополненные технологиями измерения давления и температуры.
Клаус Эндресс, второй по старшинству сын основателя компании, занял должность CEO в 1995 году. К тому времени Endress+Hauser выросла в глобальную компанию с 4339 работниками и объёмом продаж в 679,6 млн швейцарских франков.
В 2005 году Endress+Hauser купила швейцарскую компанию Innovative Sensor Technology IST AG, производителя физических, химических и биологических чувствительных элементов с производством в Эбнат-Каппеле (Швейцария) и Рознове (Чехия).
В 2008 году умер Георг Эндресс. Семья создала семейный устав ещё при его жизни. Устав гласил, что «Endress+Hauser следует оставаться семейной компанией ориентированной на поддержание успеха».
В 2013 году Endress+Hauser вошла в бизнес лабораторного оборудования, купив немецкую компанию Analytik Jena AG (нем.). Дополнительные поглощения SpectraSensors Inc., Kaiser Optical Systems Inc., SensAction AG, Blue Ocean Nova AG) усилили направление анализа технологических процессов и измерения параметров качества продукции. Помимо фокусирования на этом стратегическом направлении, задача цифровизации была другим большим фактором влияния на развитие компании.
1 января 2014 года Маттиас Альтендорф занял место CEO Endress+Hauser Group, а Клаус Эндресс стал президентом Наблюдательного совета. К этому времени в компании работали 11 919 сотрудников по всему миру, а объём продаж компании составил 1814 млрд евро. Не будучи членом семьи, новый CEO к моменту назначения проработал в компании 25 лет. Он проводит цифровизацию и применение промышленного интернета вещей и стремится далее развивать предложения компании в области лабораторной аналитики и анализа технологических параметров.

## Локальные подразделения Endress+Hauser
США
Endress+Hauser Inc. открыла свой первый американский офис в Беверли, штат Массачусетс) в 1970 году, а в 1973-м перенесла его в Гринвуд, штат Индиана. Некоторое время у E+H была дочерняя компания Ondyne Inc. в Конкорде (штат Калифорния), которая в основном производила средства измерения влажности. В 1991 году эта производственная площадка была закрыта и персонал переведён в Гринвуд. В дополнение к своему собственному сбытовому подразделению в поддержке заказчиков компания полагается на избранных представителей по всему США. Компания предоставляет услуги по калибровке измерительной техники как в собственных лабораториях, так и на выезде. Также в США у компании есть учебные центры. Endress+Hauser производит средства измерения расхода, уровня, давления и температуры в Гринвуде и аналитическое оборудование для жидких сред в Анахайме (штат Калифорния). Kaiser Optical Systems Inc. производит анализаторы рамановского спектра в Анн-Арборе (штат Мичиган). SpectraSensors Inc. с головным офисом в Хьюстоне (штат Техас), собирает свои ДЛАС-газоанализаторы в Ранчо-Кукамонга (штат Калифорния). По утверждению Endress+Hauser 80 % поставляемого в США оборудования производится в США. Направление лабораторного аналитического оборудования представлено компанией Analytik Jena US LLC, расположенной в Апленде штат Калифорния. В компаниях группы в США работают 850 человек. Сеть представителей по всему США состоит из ещё 350 продавцов и сервисных инженеров. С 2004 года управляющим директором Endress+Hauser Inc. является Тодд Люсей. (Todd Lucey)
Великобритания
Endress+Hauser Ltd. основана в 1968 году и сейчас в ней работают 210 человек. Компания предлагает продукцию и услуги заказчикам в Британии и проектирование и производство промышленных датчиков температуры. Управляющим директором является Стивен Эндресс, внук основателя компании. Направление лабораторного аналитического оборудования представлено компанией Analytik Jena US Ltd в Лондоне. Со своей площадки в Ричмонде MHT Technology Ltd снабжает нефтяную, газовую и нефтехимическую промышленность системами управления оборудованием и инвентаризации запасов.
Канада
Endress+Hauser Canada Ltd. основана в 1990 году. Сейчас в ней более 150 сотрудников работают в головном офисе в Барлингтоне (Онтарио) и офисах в Монреале (Квебек), Калгари и Эдмонтоне (Альберта). Технические представители есть в Виндзоре, Саскатуне и Ванкувере. На атлантическом побережье Канады, на севере Онтарио, в Манитобе и Британской Колумбии, продажи осуществляются через представителей. Управляющим директором является Энтони Варга (Anthony Varga).
Южно-Африканская Республика
Endress+Hauser (Pty) Ltd. в Сэндтоне открыта в 1984 году. 120 сотрудников компании работают с рынком ЮАР и заказчиками из других субэкваториалных стран: Ботсваны, Конго, Кении, Малави, Мозамбика, Намибии, Танзании, Уганды, Замбии и Зимбабве. С начала 2019 года управляющим директором является Бернхард Клосс (Bernhard Kloss). В приятой в ЮАР национальной программе Broad-Based Black Economic Empowerment компания Endress+Hauser имеет рейтинг 4-го уровня. В дополнение к продаже и техническому обслуживанию оборудования компания Benoni Endress+Hauser Pyrotemp (Pty) Ltd производит средства и системы измерения температуры.
Австралия
До 2001 года в Австралии E+H была представлена лишь дистрибьюторами. В 2001 году основана полноценная дочерняя компания Endress+Hauser Australia Pty Ltd с офисом в Норт-Райде (штат Новый Южный Уэльс), работающая с заказчиками по всей стране.
Ирландия
Сбытовое подразделение компании в Ирландии создано в 1979 году, сначала в форме представительства. Сейчас Endress+Hauser (Ireland) Ltd с офисами в Килдэре и Корке с 26 сотрудниками работает с заказчиками по всему миру. Управляющим директором является Кростоф Рош (Christophe Roche). Также с 2012 года Endress+Hauser имеет небольшую долю участия в компании по разработке программного обеспечения для управления калибровкой средств измерения CompuCal Calibration Solutions Ltd, расположенной в Литтл-Айленде.
Индия
Сбытовое подразделение компании в Индии создано в 1994 году. Сегодня Endress + Hauser India Pvt. Ltd состоит из 9 офисов по всей стране.